# Gigantengrab von Iscrallotze

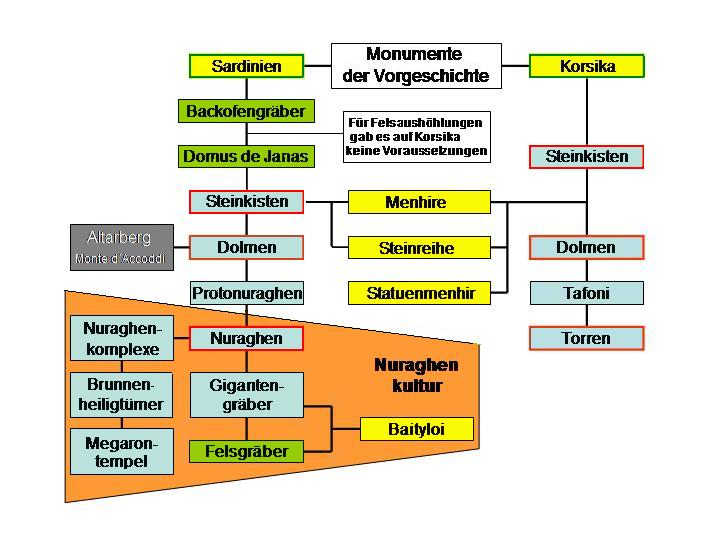
Typenreihe sardisch-korsischer Monumente

Das Gigantengrab von Iscrallotze liegt bei Aidomaggiore zwischen Borore und Sedilo in der Provinz Oristano auf Sardinien. Die in Sardu „Tumbas de sos zigantes“; Italienisch (plur.) „Tombe dei Giganti“ genannten Bauten sind die größten pränuraghischen Kultanlagen Sardiniens und zählen europaweit zu den spätesten Megalithanlagen. Die 321 bekannten Gigantengräber sind Monumente der bronzezeitlichen Bonnanaro-Kultur (ca. 2200–1600 v. Chr.), die Vorläuferkultur der Nuragenkultur ist.

## Typenfolge
Baulich treten Gigantengräber in zwei Varianten auf. Die Anlagen mit Portalstelen und Exedra gehören zum älteren nordsardinischen Typ. Bei späteren Anlagen besteht die Exedra statt aus monolithischen Stelen aus einer in der Mitte deutlich erhöhten Quaderfassade aus bearbeiteten und geschichteten Steinblöcken (italienisch tipo dolmenico Dolmentyp). Das Gigantengrab von Iscrallotze ist eine Anlage des älteren Typs (mit Portalstele). 

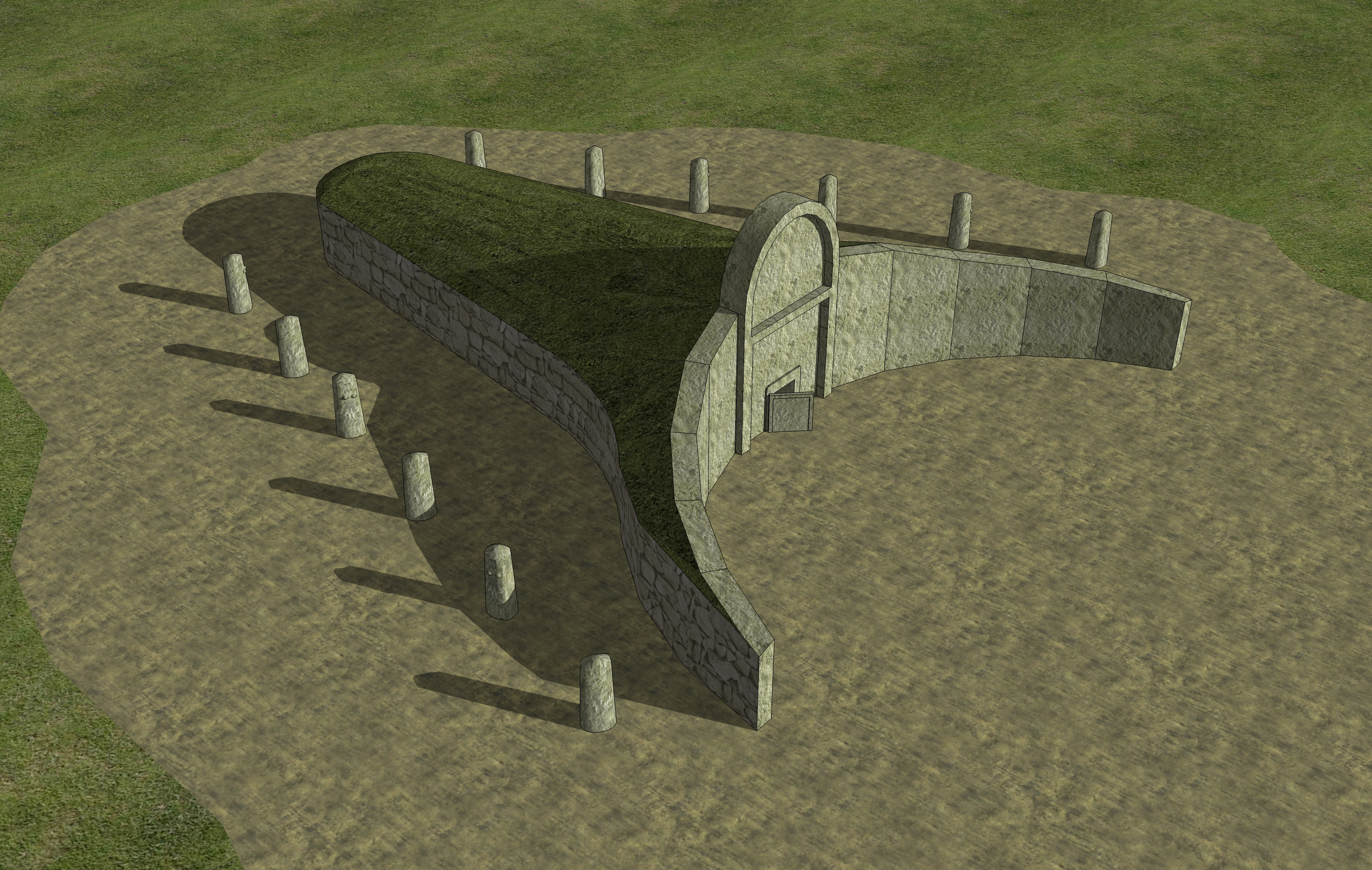
Modell mit Portalstelen-Exedra

## Beschreibung
Die nach Südosten ausgerichtete Anlage befindet sich am Rande eines Plateaus und erreicht mit einer Länge (von der Apsis bis zur Exedra) von etwa 26,5 m; eine beachtliche Größe für ein Gigantengrab. Die normalerweise in der Mitte der Exedra platzierte (hier aber in sechs Fragmente aufgeteilte und verlagerte) Zentralstele, bestand aus zwei übereinander liegenden Platten und war etwa 4,0 m hoch und 2,0 m breit. In den Fragmenten der oberen Hälfte sind drei Eintiefungen für die Aufnahme von kleinen Baityloi (Betili), von denen einer gefunden wurde. Die restlichen Teile der Exedra bestehen aus sechs Platten im rechten und zwölf im linken Flügel.
Die etwa 7,3 m lange Kammer hatte eine Decke aus Kraggewölbe. Sie ist im letzten Teil von zwei intakten Platten bedeckt. Eine dritte Platte liegt auf der linken Seite und ist in drei Teile unterteilt. Am Zugang der Kammer befindet sich an der rechten Wand eine kleine Nische, die aus einer Platte herausgeschnitten wurde. Die Wandstruktur besteht aus vier Lagen, deren Zwischenräume aufgefüllt sind.
Im Inneren wurden ein Fragment eines bronzenen Votivschwerts und Teile einer blauen Glaskette gefunden.
Nach den Überlieferungen der Einheimischen war die Anlage bis in die 1970er Jahre fast intakt; In der Folge erlitten die Überdachung und die Stele zahlreiche Schäden, da sie vermutlich für den Bau der Provinzstraße Nr. 66 verwendet wurden.